# Wappen Panamas

Wappen Panamas

Das Wappen Panamas wurde im Jahr 1904 eingeführt.

## Beschreibung
Das Wappen ist zweimal geteilt und oben weiß und rot sowie unten blau und weiß gespalten.
1. Die gekreuzten Waffen im weißen Feld erinnern an die gewaltsame Trennung von Kolumbien und Spanien.
2. Im roten Feld hinten erinnern Hacke und Spaten an die Arbeiten beim Bau des Panamakanals.
3. Im großen mittleren Feld ist der Kanal mit aufgehender Freiheitssonne und Mond abgebildet.
4. Im blauen Feld unten vorn ist ein goldenes Füllhorn dargestellt, welches Reichtum symbolisieren soll.
5. Im weißen Feld unten hinten steht ein goldenes Flügelrad für den Verkehr des Landes.

Flagge Panamas

Auf dem Wappenschild sitzt die Harpyie, der offizielle Nationalvogel von Panama. Im Schnabel hält sie ein silbernes Band mit dem lateinischen Staatsmotto, das sich auf den Nutzen des Panamakanals für die ganze Welt bezieht:
„Pro Mundi Beneficio“
(Für den Wohlstand der Welt)
Seit 1946 schweben zehn Sterne über der Harpyie, welche für die zehn Provinzen Panamas stehen.
Das Wappen wird rechts und links von vier panamaischen Nationalflaggen eingerahmt.

## Geschichte
Das Wappen Panamas wurde seit der Unabhängigkeit kaum verändert. Geändert hat sich nur die Anzahl der Sterne von neun auf zehn. Die heutige Form ist in der Verfassung von 1946 verankert.